# Size Matters
Size Matters é o quinto álbum de estúdio da banda Helmet, lançado a 5 de Outubro de 2004.
É o primeiro álbum de originais desde 1998. Page Hamilton é o único membro original da banda neste álbum.
Deste disco saiu o single "See You Dead." A faixa "Throwing Punches" fez parte da banda sonora do filme Underworld. O álbum atingiu o nº 121 da Billboard 200.

## Faixas
Todas as faixas por Page Hamilton, exceto onde anotado.
1. "Smart" – 3:44
2. "Crashing Foreign Cars" (Hamilton/Nichelson/Tempesta/Traynor) – 2:31
3. "See You Dead" – 3:48
4. "Drug Lord" – 3:24
5. "Enemies" (Clouser/Hamilton) – 5:00
6. "Unwound" (Bjorkland/Conlin/Craig/Hamilton/Scheidel) – 4:12
7. "Everybody Loves You" – 3:27
8. "Surgery" – 3:14
9. "Speak and Spell" (Clouser/Hamilton) – 3:31
10. "Throwing Punches" (Clouser/Hamilton) – 3:44
11. "Last Breath" (Hamilton/Tempesta/Traynor) – 3:03

## Créditos
- Page Hamilton – Guitarra, vocal
- Chris Traynor – Guitarra
- Frank Bello – Baixo
- John Tempesta – Bateria